# Graptomyza perforata
Graptomyza perforata là một loài ruồi trong họ Ruồi giả ong (Syrphidae). Loài này được Doesburg mô tả khoa học đầu tiên năm 1960. Graptomyza perforata phân bố ở vùng Châu Phi